# Lycodon solivagus
Lycodon solivagus är en ormart som beskrevs av Ota och Ross 1994. Lycodon solivagus ingår i släktet Lycodon och familjen snokar. Inga underarter finns listade i Catalogue of Life.
Denna orm förekommer i norra delen av ön Luzon i Filippinerna. Arten lever i låglandet och i kulliga områden upp till 200 meter över havet. Ett exemplar hittades i en buske cirka 2 meter över marken. Honor lägger antagligen ägg.
Arten är endast känd från två exemplar. IUCN kategoriserar arten globalt som otillräckligt studerad.